# لئوپولدینا (میناس گرایس)
لئوپولدینا (به پرتغالی: Leopoldina) یک منطقهٔ مسکونی در برزیل است که در میناز ژرایس واقع شده‌است. لئوپولدینا ۹۴۲٫۷۴ کیلومتر مربع مساحت و ۵۲٬۶۴۰ نفر جمعیت دارد و ۲۲۵ متر بالاتر از سطح دریا واقع شده‌است.